# Dim Mak Records
Dim Mak Records, conosciuta semplicemente come Dim Mak, è un'etichetta discografica statunitense fondata nel 1996 da Steve Aoki con sede a Los Angeles (California).

## Lista

### Attivi
- Steve Aoki
- Angger Dimas
- Andy's iLL
- All Leather
- Armand Van Helden
- Atari Teenage Riot
- Autoerotique
- Butch Clancy
- Alvin Risk
- Borgore
- Coone
- Clinton VanSciver
- Dada Life
- Dan Sena
- Danny Avila
- Datsik
- Deorro
- The Death Set
- Dirtyphonics
- Etienne de Crecy
- Felix Cartal
- Fischerspooner
- From Monument to Masses
- Dimitri Vegas & Like Mike
- Garmiani
- Haezer
- Hervé
- Infected Mushroom
- J Devil
- J.Rabbit
- Kenna
- Kenneth G
- Killbot
- Marnik
- Machines Don't Care
- MING
- MOTOR
- MSTRKRFT
- Mustard Pimp
- MyBack
- New Ivory
- Pase Rock
- PeaceTreaty
- Rob Roy
- Sandro Silva
- Scanners
- Seductive
- SHADOW DANCER
- Mondo Grosso
- Shitdisco
- Showtek
- Sick Boy
- SonicC
- Sound of Stereo
- South Central
- Spencer & Hill
- StereoHeroes
- Weird Science
- TAI
- Tujamo
- Villains
- White Trash
- Whitey
- Willowz
- Zuper Blahq
- Zedd
- Ill.Skillz

### Ex
- The Bloody Beetroots
- Battles
- Bloc Party
- Dance Disaster Movement (DDM)
- Datarock
- S.P.A.
- The Deadly Syndrome
- Die Monitr Batss
- Foreign Born
- Gossip
- The Icarus Line
- I Wish I
- The Kills
- Kill Sadie
- Miracle Chosuke
- Mystery Jets
- Neon Blonde
- Oh No! Oh My!
- Pony Up
- The Rakes
- Sean Na Na
- Them Jeans
- The Von Bondies
- Whirlwind Heat
- Zeds Dead